# 奚玉書
奚玉書（1902年3月6日—1982年4月22日），名毓麟，字玉书，以字行，上海人，家住虹口之吳淞路，中国會計學家、教育家、會計實務專家。是民國時期四大會計師事務所之一的上海公信會計師事務所創始人、「三位一體」公信會計實業的創辦人。民國37年（1948年）在會計師公會當選第一屆立法委員。

## 生平[1][2]
- 早年就讀於上海通惠小學，幼年時即考入滬公共租界工部所辦之華童公學，並與上海寶山金振玉女士訂婚。民國八年五四運動，玉書為華童公學頭班生及學生會會長。五月十一日上海學生聯合會成立，玉書從事募款之工作。十八日組織成立全國學生聯合會，他被推舉為該會總稽核。因華童公學之壓迫阻撓，他乃轉讀復旦大學商科，研究經濟、財務、會計。並於民國九年與金女士結婚。旋即在承天中學高中商科擔任會計教師，踏上會計教育的征程。同時，利用業餘時間在東吳大學法學系攻讀法學。1927年，獲國民政府頒發的第1號會計師證書；同年，加入由俞希稷（安徽婺源人．會計學家，曾任國民政府財政部會計司司長）任主任會計師的公平會計師事務所，執行會計師業務。同年2月，參加上海會計師公會，任首屆執行委員。1934年，與衛挺生、潘序倫、徐永祚、吳世瑞、鄒曾侯、任應鐘、聞亦有、蔣一貫、安紹芸、楊汝梅 （眾先）、雍家源、顧詢、錢乃澄、李鴻壽等51人發起，於同年11月18日在南京中央路560號成立中國會計學社。1936年，公平會計師事務所改組，奚氏單獨組辦，任主任會計師。更名為公信會計，後來發展為民國時期中國的四大會計師事務所之一。1938年，組織創辦公信會計用品社，設計發行西式帳簿；1939年，創辦主編當時唯一的會計刊物《公信會計月刊》10年之久。1938-1952年，主持創辦誠明文學院商學系夜大，出任系主任。1948-1952年，創辦公信會計業餘補習學校。主編《市政評論》。
- 歷任上海商業儲蓄銀行分行及總行經理，上海公共租界工部局華人董事，上海組織難民協會理事兼司庫，國民參政會參政員，上海市臨時參議會副議長，上海市政府首席顧問，市政協會理事長，上海市體育協會理事長，全國體育協會理事長，全國會計師公會理事長，上海市醫務委員會主任委員，上海市政咨議委員會委員與經濟委員會主任委員，上海市都市計劃委員會、冬令救濟委員會和越江工程委員會委員、復旦大學銀行專修科主任，上海光華大學名譽校董、立信會計學校新一屆董事、復旦大學董事會成員。
- 1948年11月，離開大陸前往香港定居。全國會計師公會遷台，致力國民外交工作，歷次出席國際會計師會議，及亞太區會計師會議，嚴守立場，奮鬥不懈，維護國號尊嚴，圓滿達成任務，迭奉明令嘉獎。1974年，移居加入美國國籍。1979年11月奚玉自美返台，時任全國公會理事長之朱慶堂會計師暨常務理事嚴以霖等，予以歡宴，並請他擔任全國會計師公會之永久名譽理事長。1981年，回大陸訪問探親，並參加宋慶齡追悼會。
- 1982年4月22日，逝於美國新墨西哥州，享年80歲

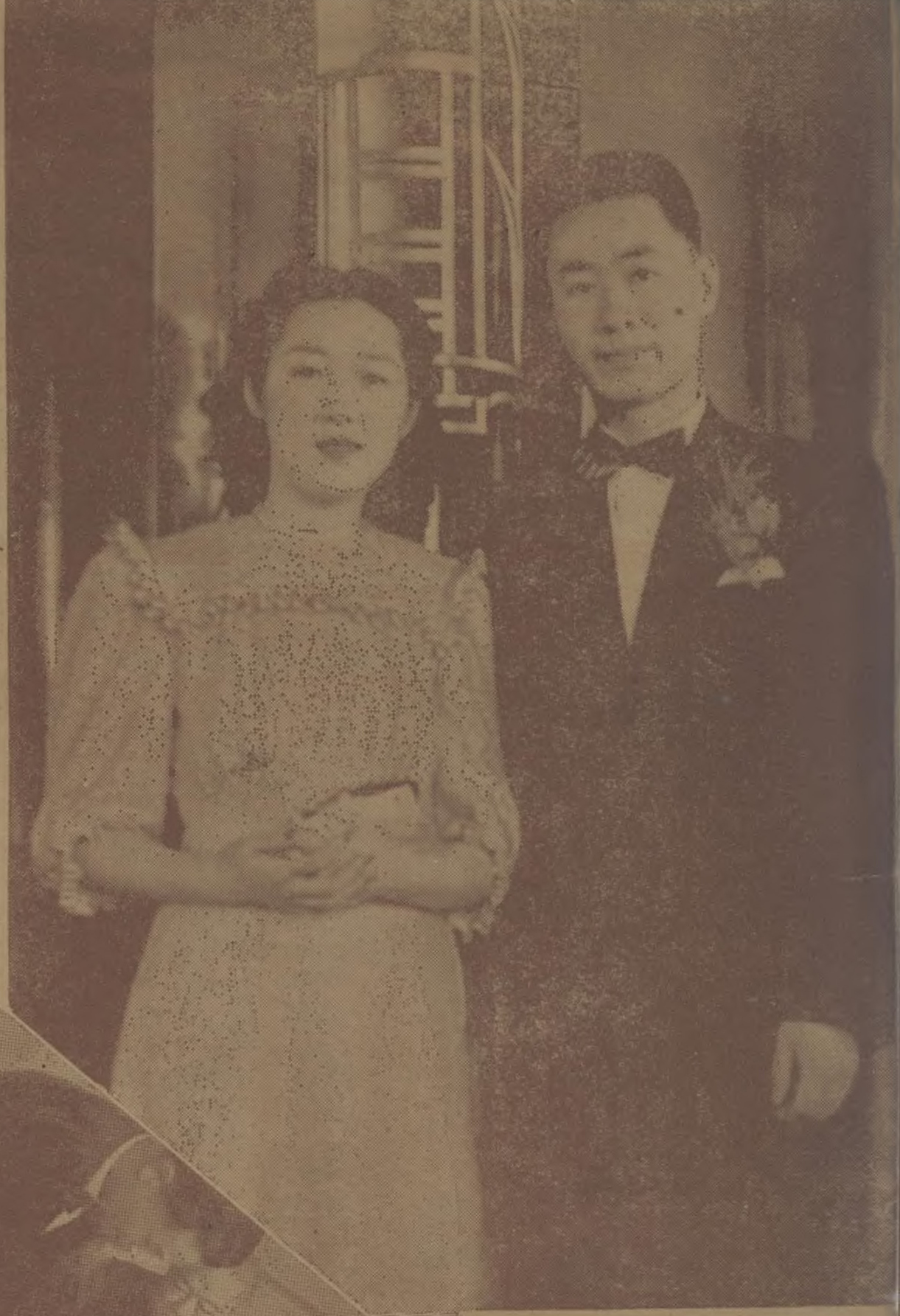
貝祖貽氏長公子與奚玉書氏之千金合影